# Tabuina varirata
Tabuina varirata là một loài nhện trong họ Salticidae.
Loài này thuộc chi Tabuina. Tabuina varirata được Maddison miêu tả năm 2009.